# Handelsbanken
Svenska Handelsbanken AB (рус. «Све́нска ха̀ндельсба́нкен») — шведская банковская компания, которая предоставляет универсальные банковские услуги, включая традиционные корпоративные сделки, инвестиционно-банковские и торговые услуги, а также потребительские банковские услуги, страхование жизни. Handelsbanken имеет в Швеции 376 отделений, являясь одной из крупнейших банковских компаний в Швеции. Входит в сотню крупнейших банков мира.
С середины 1990-х годов Handelsbanken расширяет свои банковские операции в других странах Северной Европы, а также в Соединённом Королевстве, Нидерландах, Латвии, Эстонии и Литве.

## История

### Stockholms Handelsbank
Stockholms Handelsbanken («Stockholm Commerce Bank») был создан в начале 1871 года из нескольких крупных корпораций несколькими жителями Стокгольма. Некоторые из первоначальных владельцев принимали активное участие в Stockholms Enskilda Bank, предшественнику SEB, который был открыт в 1856 году как первый частный банк Стокгольма. Handelsbanken начал свою работу 1 июля 1871 года на арендованных площадях в коммерческом и финансовом районе в центральной части Старого города. Первый год банка был довольно успешным, и в скором времени, он был одним из ведущих финансовых учреждений города, функционировал в качестве банка для юридических лиц, а также в качестве эмитента облигаций. В 1873 году, акции в Handelsbanken стали котироваться на Стокгольмской фондовой бирже.
В 1887 году банк вошел в кризис из-за значительных потерь, но банк смог пережить все трудности. В 1893 году банковская компания Louis Frænckel слилась со Stockholms Handelsbanken с Фраенколом в качестве главного исполнительного директора. Под управлением Фраенкла, которое продолжалось до его смерти в 1911 году, деятельность банка расширилась нотариальным отделом в 1896 году и отделом по торговле ценными бумагами в 1899 году. Он также установил контакты со многими ведущими иностранными банками и финансовыми институтами, что привело к накоплению торговых операций в иностранной валюте. Слияние Handelsbanken с банковской компанией Julius Geber & Co в 1906 году способствовало росту известности на шведском валютном рынке.
С 1914 по 1917 год, Stockholm’s Handelsbank купил несколько небольших шведских региональных банков, и за короткое время превратился из чисто Стокгольмского банка в банк с большим числом отделений (38 в 1914 году и 143 в 1917 году) по всей Швеции, в частности, центральной и северной Швеции. В 1918 году были открыты новые отделения в Гётеборге и Мальмё, чтобы увеличить национальный охват, а в 1919 году, был куплен банк на юге Швеции, который принес более чем 250 отделений. После этого расширения 15 ноября 1919 года было изменено название на Svenska Handelsbanken.

### 1920—1945
После Первой мировой войны Швеция пережила дефляцию, что вызвало значительные проблемы для финансового сектора. В 1922 году Handelsbanken не удалось показать прибыль в первый раз за всё своё существование, и в 1922—1923 годах он консолидировал свою деятельность и сделал некоторые списания, сократил дивиденды и резервы. Во второй половине 1920-х годов дела у компании шли гораздо лучшие. В 1926 году Handelsbanken слился с Mälarebanken, в результате чего число отделений возросло до 270, 28 из них в Стокгольме.
Великая депрессия после биржевого краха 1929 года привела к снижению прибыли в капиталистических странах, и промышленные компании стали оплачивать кредиты своими акциями. Handelsbanken был, однако, осторожен в отношении к шведскому предпринимателю Ивару Крюгеру (созданная им корпорация контролировала 75 % всего мирового производства спичек) и его финансовой империи, и Handelsbanken не сильно пострадал от банкротства Крюгера, а даже воспользовался банкротством, чтобы увеличить свою долю в Svenska Cellulosa Aktiebolaget (SCA).
Зимой 1943/1944, Handelsbanken сформировал холдинг для компаний, находящихся в собственности банка с 1920-х и 1930-х, и которые ранее принадлежали Л. М. Эрикссону, холдинг был назван как Industrivärden, акционерам банка была предоставлена возможность приобрести акции холдинговой компании, она была зарегистрирована на Стокгольмской фондовой бирже в 1945 году.

### 1945—1970
Handelsbanken продолжала расширяться за счёт приобретения других банков в 1940-х и 1950-х годах: Vänersborgsbanken, Norrköpings Folkbank, Luleå Folkbank, Gotlandsbanken. В 1955 году была приобретена ипотечная компания SIGAB и переименована в Handelsbanken Hypotek. В период 1955—1965 годов было открыто 157 новых отделений, многие из них в недавно построенных пригородах Стокгольма, с целью увеличения числа клиентов и роста депозитов.
К концу 1960-х годов, в шведском обществе стали нарастать социалистические настроения, так же как и во многих других европейских странах. Социалистическое движение было особенно сильным среди студентов и молодых людей, банки и промышленники в целом изображались в очень негативном ключе. За это время Handelsbanken стал предметом критики со стороны средств массовой информации и органов власти. В результате, кризис привел к отставке руководства банка, в том числе генерального директора Руне Хёглунда в 1970 году.

### 1970—1990
После отставки предыдущего руководства, Ян Валландере был принят на работу в качестве нового генерального директора. Валландере имел опыт работы в качестве экономического исследователя, позже ставшим генеральным директором Sundsvallsbanken, регионального банка на севере Швеции. Под руководством Валландере, были внесены многие изменения, которые по-прежнему характерны для Handelsbanken. Во время 1970—1972, Handelsbanken создала восемь региональных банков с высокой степенью независимости. Большая часть решений была связа с децентрализацией, внимание больше стало сосредоточео на отчетности и меньше на центральном бюджете. Новое руководство стало ориентироваться на достижении рентабельности, а не на рост объёмов как это было в 1950-х и 1960-х годах.
В 1973 году была введена особая форма схемы распределения прибыли. Когда Handelsbanken получает более высокую оборотность собственного капитала, чем в среднем в других шведских банках, доля прибыли вносится в фонд Oktogonen, который держит свой фонд полностью в акциях Handelsbanken. Выплата сотрудникам из фонда происходит только после выхода на пенсию, а это значит, что все сотрудники заинтересованы в обеспечении долгосрочной прибыльности банка. Oktogonen владеет около 10 % акций Handelsbanken.
В 1970 году Handelsbanken установил первые шесть банкоматов (ATM).
В 1985 году многие аспекты шведского финансового сектора не регулировались, это привело к значительной кредитной экспансии в последующие годы. Кредитный портфель Handelsbanken вырос в два раза в течение трёх лет в конце 1980-х годов. В 1990 году была приобретена Skånska Banken с 76 отделениями.

### 1990-н.в.
В 1990 году Швеция вступила в серьёзный финансовый кризис, который усугублялся кредитной экспансией конца 1980-х и финансового пузыря, связанного с ценами на недвижимость. Многие из шведских банков сильно пострадали от этого кризиса и были рефинансированы правительством, что привело к национализации некоторых банков. Из крупных шведских банков Handelsbanken пострадал меньше всего и был в состоянии расширить свою долю рынка в 1990-е годы. В 1997 году Handelsbanken приобрёл у правительства крупную ипотечную компанию под названием Stadshypotek.
В конце 1991 года банк внедрил банковские услуги по телефону, а 10 декабря 1997 был введён онлайн-банкинг.
В 1980-е годы, Handelsbanken открыл несколько отделений в других странах, в основном для предоставления корпоративных банковских услуг. С 1990 года Handelsbanken стал наращивать сеть отделений в странах Северной Европы.
В 1999 году Хандельсбанкен решил расширить деятельность в Великобритании. В то время банк имел здесь три отделения, и открыл четвёртое в 2000 году. В 2007 году банк открыл свой 50-е отделение, а в 2011 году сотое.

## Руководство
- Па Бомэн (Pär Boman, род. в 1961 году) — председатель совета директоров с 2006 года.
- Карина Акерстрём (Carina Åkerström, род. в 1962 году) — президент и главный исполнительный директор с 2019 года, в банке работает с 1986 года[1].

## Деятельность
Из 44 млрд шведских крон выручки в 2020 году 32 млрд составил чистый процентный доход, 11 млрд — комиссионные доход. Из 3,14 трлн активов 2,27 трлн составили выданные кредиты клиентам (из них 976 млрд ипотечные); из пассивов принятые депозиты составили 1,23 трлн, выпущенные ценные бумаги — 1,31 трлн.
Подразделения сформированы по географическому принципу:
- Швеция — выручка 25,8 млрд шведских крон, активы 2,06 трлн крон
- Великобритания — выручка 6,6 млрд крон, активы 428 млрд
- Норвегия — выручка 4,1 млрд крон, активы 269 млрд
- Дания — выручка 2,4 млрд крон, активы 124 млрд
- Финляндия — выручка 2,1 млрд крон, активы 237 млрд
- Нидерланды — выручка 1,1 млрд крон, активы 82 млрд
- рынки капитала — включает операции на фондовых и валютных рынках, управление активами, пенсионное страхование, страхование жизни, банковские услуги на неосновных рынках; выручка 2,6 млрд крон, активы 335 млрд[1].

Основными регионами деятельности являются Швеция (376 отделений), Великобритания (204 отделения), Дания (43 отделения), Финляндия (27 отделений), Норвегия (45 отделений), Нидерланды (29 отделений); также представлена в таких странах: Германия (7 отделений), Испания (2 отделения), Эстония (1 отделение), Латвия (1 отделение), Литва (1 отделение), Австрия, Бразилия, Китай, Тайвань, Франция, Гонконг, Индия, Люксембург, Малайзия, Польша, Россия, Сингапур (1 отделение), Швейцария, Соединённые Штаты Америки (1 отделение в Нью-Йорке).